# شکارچیان روح (فیلم ۲۰۱۶)
شکارچیان روح (انگلیسی: Ghostbusters) فیلمی در ژانر علمی–تخیلی است که در سال ۲۰۱۶ منتشر شد. از بازیگران آن می‌توان به کریستن ویگ اشاره کرد.
داستان فیلم در مورد حمله ارواح به شهر منهتن می‌باشد که کل شهر را به تسخیر خود درآورده و به دنبال آن همه مردم را ناامید کرده‌اند، در اینجا یک فیزیکدان به همراهی چند تن از دوستانش و با اختراع خود به کمک مردمش می‌آید تا با دستگاه خود ارواح از شهر خارج کنند اما…